# Meissner–Ochsenfeld-effektus
A Meissner–Ochsenfeld-effektus a szupravezetés jelenségével kapcsolatos.
Két német fizikus, Walter Meissner (1882–1974) és Robert Ochsenfeld (1901–1993) kísérletekkel bizonyította, hogy a szupravezetők, melyeket addig csak ideális vezetőknek tartottak, ideális diamágneses anyagok is. 1933-ban Meissner és Ochsenfeld felfedezték, hogy a szupravezetők kiszorítják magukból a mágneses teret. A külső mágneses tér bizonyos mértékéig, az ún. kritikus mágneses mezőig a szupravezetők teljesen kiszorítják magukból a mágneses fluxust.
Ezt a jelenséget Meissner–Ochsenfeld-effektusnak vagy  Meissner-hatásnak nevezik. (A szakirodalom sokszor a rövidebb Meissner-effektus nevet használja.) Ha a szupravezetőt gyenge mágneses térbe (H) helyezik, a tér csak egy minimális λ távolságra hatol be a szupravezetőbe, ez az úgynevezett behatolási mélység, ami után a mágneses térerősség nullára csökken. A legtöbb szupravezető esetén ez a mélység 100 nanométeres nagyságrendű. 
A Meissner-Ochsenfeld effektus könnyen összekeverhető az ideális vezetők diamágnesességével: Lenz törvénye szerint a változó mágneses tér áramot indukál a vezetőben, és ezen áram által keltett mágneses tér pontosan az áramot létrehozó hatás ellen dolgozik. A Meissner-Ochsenfeld effektus abban különbözik ettől, hogy a szupravezető az összes mágneses teret kizárja – nem csak a változó teret – ha kritikus hőmérséklet alá hűtjük.
A Meissner-effektust a London-egyenletek egyike írja le. Az egyenlet szerint a szupravezető belseje felé haladva a mágneses tér exponenciálisan csökken:
{\displaystyle \nabla ^{2}\mathbf {H} =\lambda ^{-2}\mathbf {H} \,}
A Meissner-effektus megszűnik, ha a mágneses tér túl nagy:
•	I. típusú szupravezetőknél a szupravezetés azonnal megszűnik, ha a térerő a Hc  kritikus térerősség feletti. Az anyag geometriájától függően megjelenhet egy köztes állapot, ahol normál és szupravezető részek váltják egymást az anyagban. 
•	II. típusú szupravezetőknél két kritikus térerő is létezik: egy Hc1  értéket meghaladva a szupravezető kevert állapotba jut, ahol a tér ugyan behatol az anyagba, de az ellenállás nélküli vezetés nem szűnik meg (amíg nem túl nagy az áram). A Hc2  második kritikus értéket meghaladva a szupravezetés teljesen megszűnik. Ezt a kevert állapotot az elektronpárok áramában fellépő örvények okozzák

## Külső hivatkozások
- https://web.archive.org/web/20110716212925/http://www.maniacworld.com/Superconducting-Magnetic-Levitation.html
- http://www.superconductors.org/
- http://www.worldlingo.com/ma/enwiki/de/Walther_Mei%C3%9Fner%5B%5D
- https://web.archive.org/web/20130630111950/http://theory.gsi.de/~vanhees/faq-pdf/supraleitung.pdf